# Connantray-Vaurefroy
Connantray-Vaurefroy település Franciaországban, Marne megyében. Lakosainak száma 137 fő (2022. január 1.). Connantray-Vaurefroy Semoine, Euvy, Fère-Champenoise, Gourgançon, Lenharrée, Montépreux és Vassimont-et-Chapelaine községekkel határos.

## Népesség
A település népességének változása:
| Lakosok száma | 210  | 173  | 166  | 198  | 177  | 176  | 159  | 148  | 145  | 137  |
|               | 1968 | 1982 | 1990 | 2006 | 2013 | 2015 | 2017 | 2019 | 2020 | 2022 |